# Aphonopelma stahnkei
Aphonopelma stahnkei är en spindelart som beskrevs av Smith 1995. Aphonopelma stahnkei ingår i släktet Aphonopelma och familjen fågelspindlar. Inga underarter finns listade i Catalogue of Life.